# Kastamonu (stad)
Kastamonu is een kleine provinciehoofdstad (İlçe Merkezi) van het gelijknamige district en de provincie Kastamonu in Turkije. De plaats telt 101.000 inwoners.

## Geschiedenis
De oudste gevonden restanten van bewoning dateren van zo'n 13 eeuwen voor christus, later hadden de Hettieten hier nederzettingen.
Enkele eeuwen voor christus Helleniseerde het gebied en rond het jaar 0 ging het op in het Romeinse Rijk. De huidige stad bestond toen al, onder de naam Timonion. Na de val van het Romeinse Rijk werd de stad deel van het Byzantijnse Rijk. In de 11e eeuw werd de stad door opvolgend de Seltsjoeken en de Danishmenden ingenomen. In de 12e eeuw kreeg het zijn huidige naam nadat het terug was veroverd door de Byzantijnse Komnenen, via Castra Comneni. Hierna heette de stad Kastamon (Κασταμών). In 1393 werd de stad tijdelijk, en in 1459 definitief veroverd door de Ottomanen.
In de 19e eeuw groeide de stad snel, waardoor nog steeds veel oude huizen te bezichtigen zijn in de stad. Op 30 Augustus 1925 begon Atatürk zijn moderniseringscampagne van de Turkse klederdracht.

## Bezienswaardigheden
Het centrum van de stad is het Nasrallah Meydani (plein) aan het historische stadhuis. Een Pontisch kasteel biedt uitzicht op de stad. Enkele historische moskeeën in de stad zijn de 12e-eeuwse Atabeygazi Camii, de 15e-eeuwse Nasrallah Camii en het 15e-eeuwse moskee-complex Ismail Bey Külliyesi. Tevens zijn er twee Karavanserai, de Aşirefendi Hanı en de İsmail Bey Hanı. In het oude centrum zijn verder nog veel oude huizen te zien, maar deze zijn er soms helaas slecht aan toe. In de historische wijk ten zuiden van de burcht vindt men ook een graftombe uit de 16e eeuw en een Tekke van een soefi orde.
In de omgeving van Kastamonu zijn ook nog enkele bezienswaardigheden zoals het dorpje Kasaba, zo'n 17 kilometer ten noordwesten van Kastamonu. Hier bevindt zich een bijzondere Seltsjoekse houten moskee uit 1366, die als een van de mooiste voorbeelden hiervan in Anatolië wordt gezien. Bij het dorpje Taşköprü vindt men de resten van het historische Pompeipolis. Bij de Ilgaz berg (2587m) is een klein wandel- en wintersportgebied, zo'n 40 kilometer ten zuiden van de stad.

## Verkeer en vervoer
Kastamonu ligt aan de nationale wegen D030 en D765 en de provinciale weg 37-50. In juli 2013 is de luchthaven Kastamonu in gebruik genomen. Dagelijks worden er vluchten uitgevoerd vanaf Istanbul Airport.

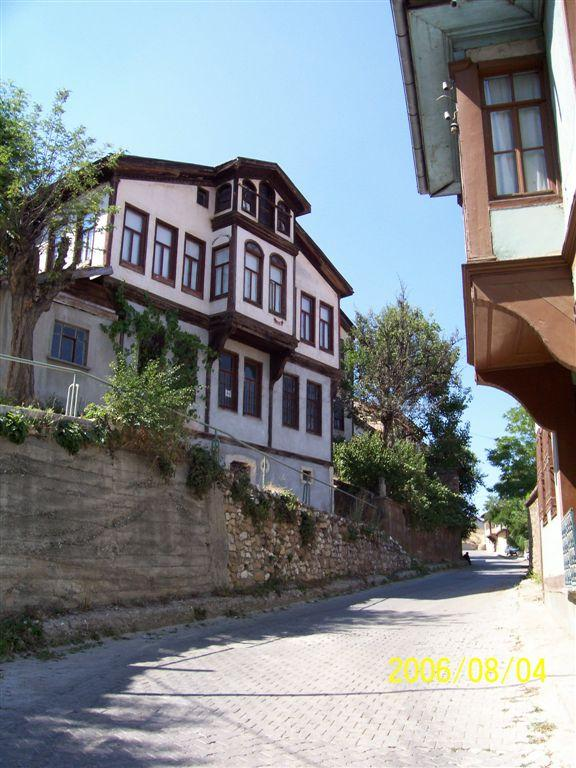
Typische houten huizen in Kastamonu

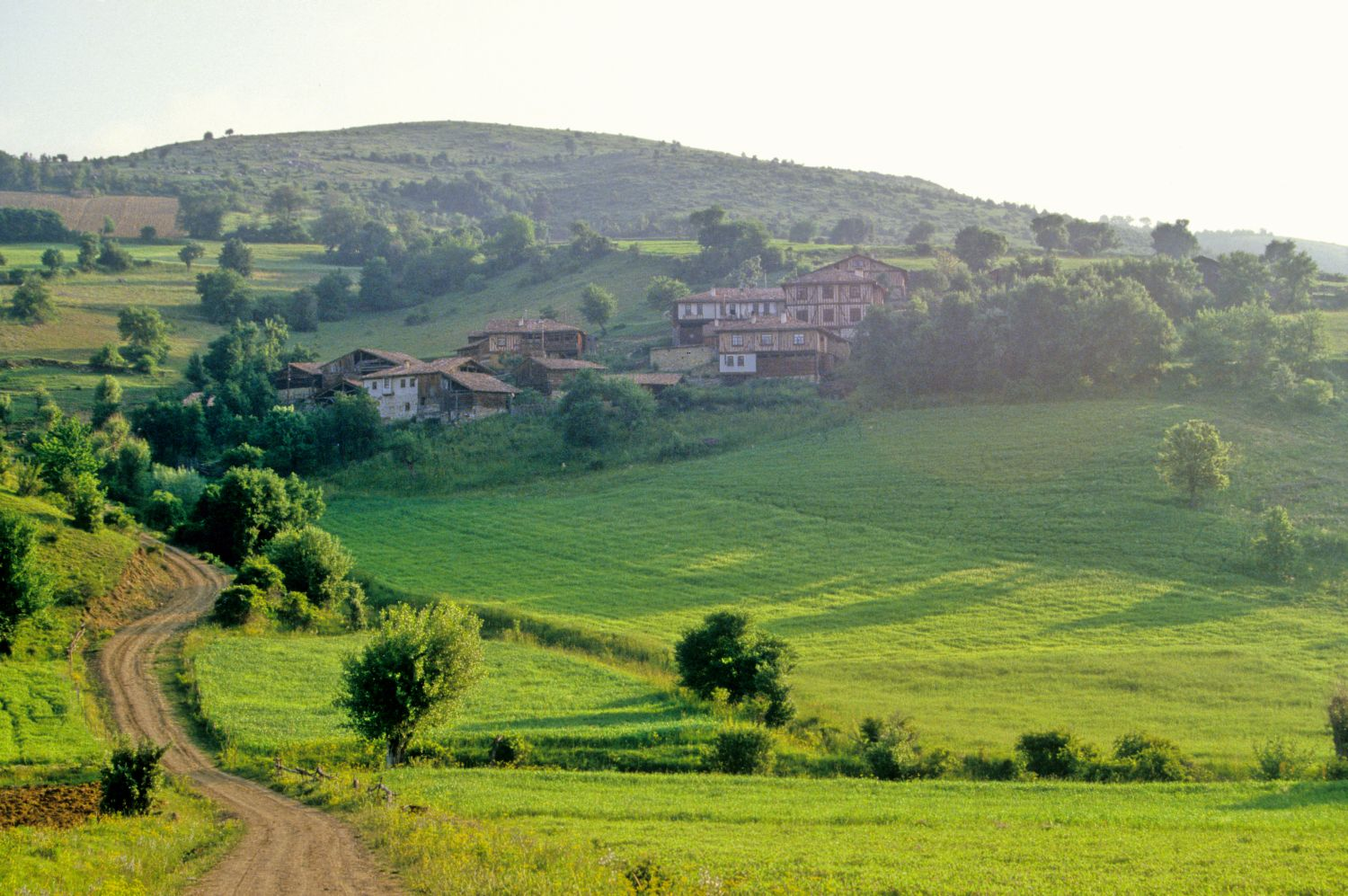
Het landschap van de provincie

- Gemeinsame Normdatei: 4460675-8
- Nationale Bibliotheek van Israël: 987007555484305171
- Virtual International Authority File: 157159038